# Craig Steven Wright
Craig Steven Wright é um cientista da computação australiano e empresário. Em maio de 2016, Wright admitiu a vários órgãos de imprensa ser ele a verdadeira identidade de Satoshi Nakamoto, o criador do Bitcoin. Wright alegou que foi obrigado a revelar sua identidade secreta a fim de evitar especulações e proteger pessoas próximas.
Em dezembro de 2015, a Wired havia alegado que Wright podia ser o inventor do Bitcoin, com evidência adicional oferecido pelo Gizmodo. Horas depois da Wired ter publicado suas alegações, a casa de Wright foi invadida pela Polícia Federal Australiana. De acordo com The Guardian, o ataque foi parte de uma investigação do Escritório de Tributação australiano. Uma porta-voz da polícia disse que o momento foi uma coincidência, e ataque não foi desencadeado por reportagens sobre Wright.
Wright é o fundador do empresa de criptomoeda DeMorgan Ltd., a qual recebeu US$ 54 milhões em incentivos fiscais do governo australiano.

## Juventude e educação
Wright formou-se no ensino médio em 1987 a partir da Universidade Católica Pádua em Brisbane. Wright era professor e pesquisador na Universidade Charles Sturt, onde ele estava trabalhando em seu segundo doutorado intitulado "A quantificação do risco de sistemas de informação".
Em 2008 ele publicou o livro The IT Regulatory and Standards Compliance Handbook: How to Survive Information Systems Audit and Assessments. Ele possui certificações GSEMalware e GSECompliance, entre outros, do GIAC.
Wright foi um administrador da Igreja Unida na Austrália em New South Wales.

## Carreira e negócios
Wright supostamente trabalhou para diversas empresas de tecnologia, incluindo OzEmail e o Australian Securities Exchange, bem como de trabalho como consultor de segurança para Mahindra & Mahindra. Ele projetou a arquitetura para, possivelmente, o primeiro cassino online do mundo, Lasseter's Online, que entrou em operação em 1999.
Wright foi o CEO da empresa de tecnologia Hotwire Preemptive Intelligence Group (Hotwire PE), que planejava lançar Denariuz Bank, o primeiro banco baseado em Bitcoin do mundo, embora ele encontrou dificuldades regulatórias com o Escritório de Tributação australiano e faliu em 2014. Wright é o fundador da empresa de criptomoeda DeMorgan Ltd., que recebeu US$ 54 milhões em incentivos fiscais via AusIndustry.  Ele também é o fundador da empresa de cibersegurança e computação forense Panopticrypt Pty Ltd.

## Bitcoin
Em dezembro de 2015, duas investigações paralelas, da Wired e da Gizmodo, alegaram que Wright pode ter sido o inventor do bitcoin. Subsequente reportagem, entretanto, levantou várias hipóteses de que Wright teria planejando uma elaborada mentira.
Horas antes da Wired publicar suas alegações, a casa de Wright em Gordon, New South Wales e um imóvel associado a um de seus negócios em Ryde, Sydney foram invadidos pela Polícia Federal Australiana (AFP). De acordo com a AFP, a invasão foi parte de uma investigação da Receita Federal Australiana.
Em 2 de maio de 2016, a BBC e a The Economist publicaram artigos declarando que Craig tinha assinado digitalmente mensagens usando chaves criptográficas criadas durante os primeiros dias de desenvolvimento do bitcoin. As chaves são intrinsecamente ligadas aos blocos de bitcoin conhecidos por terem sido criados ou "minerados" por Satoshi Nakamoto. Jon Matonis postou em um blog que "Por prova criptografica, na minha presença, Craig assinou e verificou uma mensagem usando a chave privada do bloco #1 e do bloco #9 (a primeira transação para Hal Finney)." Gavin Andresen disse que ele executou uma cuidadosa verificação criptográfica das mensagens assinadas, [por Craig], com chaves que só Satoshi Nakamoto deveria possuir.
No mesmo dia, um post do blog no site www.drcraigwright.net associou Craig com Satoshi, e postou uma mensagem com a assinatura criptográfica anexada. O pesquisador em segurança Dan Kaminsky disse em seu blog que a declaração de Wright era uma mentira, e o desenvolvedor de criptomoeda Jeff Garzik concordou que a evidência fornecida por Wright não provava nada. Jordan Pearson e Lorenzo Franceschi-Bicchierai disseram que "Wright simplesmente reutilizou uma antiga assinatura de transação de bitcoin feita em 2009 por Satoshi."
Mais tarde, Wright declarou ter decidido não apresentar mais qualquer evidência de que ele é o criador do bitcoin.